# 外波山文明
外波山 文明（とばやま ぶんめい、1947年1月11日 - ）は日本の俳優、演出家、声優。「椿組」主宰、ジェイ・クリップに業務提携として所属。日本演出者協会会員。

## 概要
長野県木曽郡南木曽町出身。小さい頃は、小学校や中学校の体育館の移動映画大会で映画を観たり、正月やお盆に近くの岐阜県中津川市で2本立て、3本立ての映画を観たりしていた。その時に映画が好きになり、長野県蘇南高等学校時代は、年間100本くらい、近くの南木曽町の映画館で観ていた。芝居も好きで、村祭りの「どさ芝居」などもよく観に行っており、神社の境内の芝居もワクワクしていたという。
1967年、20歳の時に上京。上京して初めて観ていた演劇は唐十郎の紅テントの「状況劇場」。文学座や劇団青年座も色々観ていたが、「状況劇場」や寺山修司主宰の「天井桟敷」などのアングラ芝居がはるかに面白かったという。
以前は「はみだし劇場」を主宰していたが、現在は「椿組」を主宰している。なお、以前は演劇集団変身に所属していたが、現在はジェイ・クリップに業務提携として所属している。「移動劇団赤い花」にも参加して野外劇をしていた。
また、東京都新宿区の新宿ゴールデン街にてバー「クラクラ」を経営している。このバーでは、のちに歌人となる俵万智を従業員として雇っていた。また、コメディアンのたこ八郎が足繁く通い、ときにこのバーの手伝いとして働いていた。そのほか、俳優の高田純次らが常連として通っていた。

## 家族・親族
長男は俳優の外波山流太。

## 出演

### テレビドラマ
- タケダアワー（TBS）
  - ウルトラマン 第1話「ウルトラ作戦第一号」（1966年、円谷プロ） - キャンパーの若者 役 ※ノンクレジット[12]
  - 怪奇大作戦 第16話「かまいたち」（1968年、 円谷プロ）
- さすらい（1971年、NHK） - 「はみだし劇場」として出演
- 迷惑かけてありがとう（1984年） - 原 役
- 世にも奇妙な物語「家族の肖像」（1991年、フジテレビ）
- 飛ぶ男、墜ちる女（1991年、日本テレビ「火曜サスペンス劇場」）
- ビーファイターカブト 第22話「轟く三味線炎の女将」（1996年、テレビ朝日 / 東映） - 刈谷文三 役
- 土曜ワイド劇場 おとり捜査官・北見志穂2（1999年） - 潮野警察官 役
- どうぞ安らかに（2001年、日本テレビ「火曜サスペンス劇場」）
- 警視庁鑑識班14（2002年、日本テレビ「火曜サスペンス劇場」） - 大学教授・山崎 役
- 東京庭付き一戸建て 第1話（2002年、日本テレビ）
- おみやさん 第2シリーズ 第9話（2003年、テレビ朝日）
- 上条麗子の事件推理4（2004年、TBS「月曜ミステリー劇場」）
- 逃亡者 RUNAWAY 第9話（2004年、TBS「日曜劇場」）
- ミステリー民俗学者 八雲樹 第1話・第2話（2004年、テレビ朝日「金曜ナイトドラマ」）
- だます女だまされる女8 （2005年、日本テレビ「火曜サスペンス劇場」）
- 大化改新（2005年、NHK大阪）
- ヤンキー母校に帰る〜旅立ちの時 不良少年の夢（2005年、TBS）
- 終りに見た街（2005年、テレビ朝日）
- 純情きらり 第36話 - 第39話（2006年、NHK「連続テレビ小説」） - 岡村伊蔵 役
- しにがみのバラッド。 第7話（2007年、テレビ東京） - 市原廉太郎 役
- 所轄刑事3（2007年、フジテレビ「金曜プレステージ」）
- 熱血ニセ家族（2007年、中部日本放送「ドラマ30」） - 熊坂剛 役
- 津軽海峡ミステリー航路8（2009年、フジテレビ「金曜プレステージ」）
- 熱海の捜査官（2010年、テレビ朝日） - 松尾正夫役
- 水戸黄門第42部 第13話「美人絵師が描いた復讐 -鳥取-」（2011年1月17日、TBS / C.A.L） - 大山春信 役
- たぶらかし-代行女優業・マキ- 第8話（2012年5月24日、読売テレビ） - 渡辺 役
- 守護神・ボディーガード 進藤輝（2012年6月11日、TBS） - 中華料理店 店主 役
- 水曜ミステリー9
  - 「女三代 如月法律事務所1」（2012年） - 田所編集長
  - 「北海道警事件ファイル 警部補 五条聖子」（2012年） - 鴻上増夫
- 変身インタビュアーの憂鬱（2013年、TBS） - 消ノ原町長・里見 役
- 相棒 season12 第9話「かもめが死んだ日」（2013年12月11日、テレビ朝日） - 源富三郎 役
- 刑事シュート しゅうと&ムコの事件日誌5（2015年3月2日、TBS「月曜ゴールデン」） - 柴山社長 役
- コック警部の晩餐会 第4話（2016年11月10日、TBS） - 山岩達雄 役
- トットちゃん!（2017年10月11日＆12日、テレビ朝日） - 菅井雄二郎校長 役
- ヒトヤノトゲ〜獄の棘〜（2017年） - 子安正則 役
- 日曜プライム 深層捜査3（2019年） ‐ 高木勇吉
- 警視庁・捜査一課長 2020（2020年） ‐ 鶴並一清
- アバランチ 第2話（2021年10月25日、カンテレ・フジテレビ系） - ヤマさん 役
- TOKYO VICE 第3話（2022年4月、HBO Max・WOWOW） - バーテンダー 役
- 17才の帝国 第1話（2022年5月7日、NHK総合）

### 映画
- 竜馬暗殺（1974年）
- 濡れた欲情 特出し21人（1974年）
- 発情痴帯（1977年）
- ラブホテル 只今満室（1984年）
- 地獄のローパー、緊縛・SM・18才（1986年）
- 愛人妻 あぶない情事（1988年）
- 出張（1989年）
- 浪人街（1990年）
- さわこの恋（1990年）
- われに撃つ用意あり（1990年）
- キスより簡単2 漂流編（1991年）
- MISTY（1991年）
- 人間の翼 最後のキャッチボール（1996年）
- アトランタ・ブギ（1996年）
- 汝殺すなかれ（1996年）
- 黒い下着の女 雷魚（1997年）
- YYK論争 永遠の誤解（1999年）
- 天使に見捨てられた夜（1999年）
- 尾崎翠を探して 第七官界彷徨（1999年）
- ざわざわ下北沢（2000年）
- 空の穴（2001年）
- レディ・ジョーカー（2004年）
- サンクチュアリ（2005年）
- 劇場版 テニスの王子様 跡部からの贈り物 君に捧げるテニプリ祭り（2005年）
- こほろぎ嬢（2006年）
- 青春☆金属バット（2006年） - 市長 役（外山文明と誤記）
- しゃべれども しゃべれども（2007年） - 末広亭の師匠 役
- ALLDAYS 二丁目の朝日（2008年）
- 闇の子供たち（2008年） - 大山 役
- 新宿区歌舞伎町保育園（2009年） - ヤクザの組長 役
- ヘヴンズ ストーリー（2010年）
- 信さん（2010年） - 富元源三
- 必死剣 鳥刺し（2010年） - 兼見清蔵 役
- 太平洋の奇跡 -フォックスと呼ばれた男-（2011年） - 井桁敬治陸軍少将 役
- テルマエ・ロマエ（2012年） - 岸本 役
- 名無しの十字架（2012年）
- 舟を編む（2013年）
- 凶悪（2013年） - 森田土建社長、森田幸司 役
- テルマエ・ロマエII（2014年） - 岸本 役
- THE NEXT GENERATION -パトレイバー- 第7章（2015年）
- ファンシー（2020年）
- 無頼（2020年）
- のさりの島（2021年5月29日） - 崎津の漁師 役[13]
- 信虎（2021年11月予定） - 今井信元 役
- なん・なんだ（2022年）
- ガス灯は檸檬のにほひ（2024年）[14]
- ありきたりな言葉じゃなくて（2024年） - 偏屈な住人 役[15]

### テレビアニメ
- ジャム・ザ・ハウスネイル - おじいさん 役
- テニスの王子様 - オジイ 役
- こちら葛飾区亀有公園前派出所（1998年 - 2004年） - 月光刑事 役[16]
  - こちら葛飾区亀有公園前派出所 THE FINAL 両津勘吉 最後の日（2016年） - 両津勘兵衛[17]、月光刑事[18]役
- 将太の寿司 心にひびくシャリの味（1999年） - 征五郎 役
- HUNTER×HUNTER（第1作）（1999年） - ネテロ会長 役
- ビックリマン2000（2000年） - オゾン僧侶 役
- Dr.リンにきいてみて!（2001年） - 神崎月餅 役[19]
- 陸奥圓明流外伝 修羅の刻（2004年） - 千葉定吉 役[20]
- ジパング（2004年） - 山本五十六 役
- アイシールド21（2005年） - 校長、仙洞田寿人 役
- 人造昆虫カブトボーグ V×V（2006年 - 2007年） - ボーグ仙人 役
- 遊☆戯☆王5D's（2008年） - 矢薙典膳 役
- 家庭教師ヒットマンREBORN!（2008年） - カプチーノ 役

### 劇場アニメ
- こちら葛飾区亀有公園前派出所 THE MOVIE（1999年） - ご隠居さん 役[21]

### OVA
- R.O.D -READ OR DIE-（2001年） - ジェントルメン 役
- HUNTER×HUNTER OVA G・I FINAL（2004年） - ネテロ会長 役
- テニスの王子様 Original Video Animation 全国大会篇 - オジイ 役

### ゲーム
- 探偵学園Q 奇翁館の殺意（2003年） - 漆坂信明、玉置努 役
- サンデーVSマガジン 集結!頂上大決戦（2009年）
- こちら葛飾区亀有公園前派出所 勝てば天国!負ければ地獄! 両津流 一攫千金大作戦!（2010年） - 両津勘兵衛 役
- レイトン教授VS逆転裁判（2012年） - サイバンチョ 役
- 逆転裁判5（2013年） - 裁判長 役
- 逆転裁判6（2016年） - 裁判長、異国裁判長 役

### ドラマCD
- 逆転裁判5 〜逆転のアニマルサーカス!?〜（2013年） - 裁判長 役
- 逆転裁判6 オリジナルドラマCD 日本編「逆転の法廷研修〜教えて! 御剣先生!〜」（2016年） - 裁判長 役

### 舞台
- 椿組
  - 四畳半襖の下張り（2009年9月）
  - 四畳半襖の下張り（2010年4月）
  - 椿版「天保十二年のシェイクスピア」（2010年7月）
  - マイルド・セブンティーンズ・スター（2010年12月）
  - 「土佐源氏」「四畳半襖の下張り」（2011年5月）
  - けもの撃ち（2011年7月）
  - キネマの大地-さよならなんて、僕は言わない-（2025年2月）[22]
  - 四畳半襖の下張り（2025年8月）[23]
- ネルケプランニング「冒険者たち」（2009年3月）
- ハイリンド第9回公演「泣き虫なまいき石川啄木」（2010年3月）
- ネルケプランニング「冒険者たち」（2010年6月）
- 中島淳彦 戦中戦後三部作「フツーの生活 長崎編」（2010年8月）
- LDH・ネルケプランニング「「12」〜12人の怒れる男より〜」（2011年2月）
- 劇団東京ミルクホール「虹色のトロツキー 建国大学篇」（2025年3月）[24]

### WEBドラマ
- 友近サスペンス劇場「外湯巡りミステリー・道後ストリップ嬢連続殺人」（2024年9月13日公開、YouTube「フィルムエストTV」[注 1]）
- 縦型連続ショートドラマ『崖』（2025年6月30日公開、スキドラ公式YouTube 他）